# Bambi
För andra betydelser, se Bambi (olika betydelser).

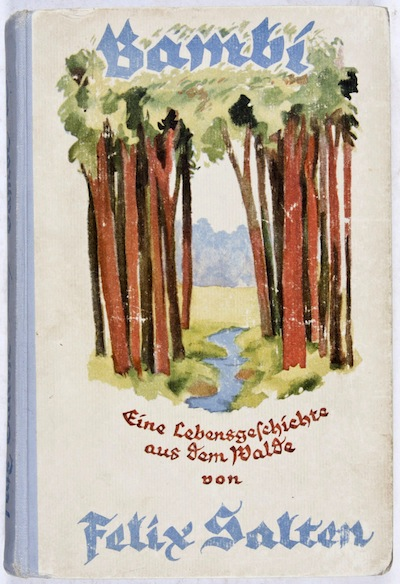
Originala bokutgåvan från 1923.

Bambi: En levnadshistoria från skogen (Originaltitel: Bambi: Eine Lebensgeschichte aus dem Walde)  är en roman och djurfabel från 1922 skriven av den österrikiske författaren Felix Salten. Romanen publicerades först som följetong i Neue Freie Presse och år 1923 i bokform i Tyskland.
Romanen handlar om rådjurshannen Bambi som läsaren får följa från hans födelse, vidare  genom barndomen och förlusten av hans mor. Bambi hittar så småningom en partner och lär sig genom sin far att undvika de faror som utgörs av mänskliga jägare i skogen. Boken togs väl emot av kritiker och anses vara en klassiker. Den har blivit översatt till över 30 språk runt om i världen. Felix Salten gav ut en uppföljare 1939, Bambis Kinder: Eine Familie im Walde (i förkortad svensk översättning Bambis barn), som handlar om Bambis barn Geno och Gurri.
Romanen Bambi bannlystes av nazisterna i Tyskland år 1935.
Den svenska översättningen av Elsa Nilsson utkom 1929 på förlaget Natur & Kultur med förord av John Galsworthy. En ny översättning av Eva Larsson publicerades 1976 på Wahlström med illustrationer av Hans Bertle.
Sagan är mest känd genom Walt Disneys animerade film Bambi. Eftersom rådjur inte ingår i den nordamerikanska faunan valde filmmakarna att skildra Bambi som en vitsvanshjort.
I originaltexten finns även en uttrycklig erotisk dimension som dock Disney valde att stryka bort.

## Handling
Bambi är ett rådjur som föddes i ett snår av en ung rådjursget i slutet av våren. Under sommaren lär hans mor honom om de olika invånarna i skogen och hur rådjur lever. När hon känner att han är tillräckligt gammal, tar hon med sig honom till ängen, vilken han lär sig är en underbar men också farlig plats som lämnar rådjur utsatta i det fria. Hans mor är försiktigt där, vilket leder till att Bambi inledningsvis är rädd. Känslan är övergående och därefter njuter Bambi av upplevelsen. 
På en senare utflykt möter Bambi sin moster Ena och hennes tvillingskid Feline och Gobo. De blir snabbt vänner och berättar för varandra om vad de lärt sig om skogen. Medan de leker träffar de på råbockar för första gången. När råbockarna gett sig iväg får kiden lära sig att detta var deras fäder, men att fäderna sällan bor med eller pratar med honorna och ungarna.
När Bambi blir äldre börjar hans mor lämna honom ensam. Medan han letar efter henne en dag, möter han en människa, vilket skrämmer honom. Mannen tar upp ett skjutvapen och siktar mot honom; Bambi flyr, i sällskap med sin mor, i full fart. Efter att en  råbock grälat på Bambi för att han ropat på sin mor, blir Bambi van vid att vara ensam ibland. Han lär sig senare att råbocken kallas för den gamla prinsen, den äldsta och största hjorten i skogen som är känd för sin slughet och reserverade natur. Under vintern möter Bambi en ung hind som heter Marena, en gammal hind som heter Nettla och två råbockar som heter Ronno och Karus. Mitt i vintern kommer jägare in i skogen och dödar många djur, inklusive Bambis mor. Gobo försvinner också och antas vara död.
Efter detta hoppar berättelsen framåt ett år och konstaterar att Bambi vårdades av Nettla, och att när han fick sin första uppsättning horn blev han misshandlad och trakasserad av de andra hanarna. Det är sommar och Bambi stoltserar nu med sin andra uppsättning horn. Han återförenas med Feline. Efter att ha stridit med, och besegrat,  både Karus och Ronno uttrycker Bambi och Feline sin kärlek till varandra. De tillbringar mycket tid tillsammans. Under denna tid räddar den gamla prinsen Bambis liv när Bambi nästan springer fram till en jägare som imiterar en hinds läte. Detta lär den unga råbocken att vara försiktig med att blint rusa mot något rådjurs rop. Under sommaren återvänder Gobo till skogen efter att ha vuxit upp med en man som hittade honom kollapsad i snön under jakten där Bambis mor dödades. Medan Gobos mor och Marena välkomnar honom och firar honom som en människas vän, tycker den gamla prinsen och Bambi synd om honom. Marena blir hans livspartner.  Flera veckor senare dödas Gobo när han närmer sig en jägare på ängen, i den felaktiga tron att grimman han hade på sig skulle hålla honom säker från alla män.
När Bambi fortsätter att växa, börjar han tillbringa den mesta av sin tid ensam, och undviker Feline trots att han älskar henne på ett tungsint sätt. Flera gånger träffar han den gamla prinsen som lär honom om snaror, hur man befriar ett djur från en sådan och uppmuntrar honom att inte använda spår för att undvika fällor. När Bambi senare blir skjuten av en jägare, visar den gamla prinsen hur han ska gå i cirklar för att förvirra mannen och hans hundar tills blödningen stannar, och tar sedan Bambi till en säker plats där han kan återhämta sig. De håller ihop tills Bambi är stark nog att lämna stället. När Bambi har vuxit sig grå och är "gammal", visar den gamla prinsen honom att människan inte alls är allsmäktig, genom att visa honom en död kropp av en man som blev skjuten och dödad av en annan människa. När Bambi bekräftar att han förstår att människan inte är allsmäktig, berättar råbocken att han alltid har älskat honom och kallar honom "min son" innan råbocken lämnas för att dö.
I slutet av berättelsen möter Bambi två tvillingkid som ropar efter sin mamma, och han grälar på dem för att de inte klarar att vara ensamma. Efter att ha lämnat dem, tänker han att hinden påminde om Feline, och att råbocken var lovande och att Bambi hoppades få träffa honom igen när han blev äldre.